# Hrvatski parlamentarni izbori 2020.
Izbori za deseti saziv Hrvatskog sabora održani su 5. srpnja 2020. godine, te 4. i 5. srpnja 2020. godine u hrvatskim diplomatsko-konzularnim predstavništvima.
U Hrvatski sabor birao se 151 zastupnik: 140 u deset izbornih jedinica u Hrvatskoj, 3 u dijaspori, te 8 među nacionalnim manjinama.
Nakon raspuštanja devetog saziva Hrvatskog sabora 18. svibnja 2020. godine, predsjednik Republike Hrvatske Zoran Milanović objavio je raspisivanje redovnih parlamentarnih izbora za 5. srpnja 2020. godine.

## Rezultati
HDZ je relativni pobjednik izbora, s osvojenih 66 mandata. Restart koalicija osvojila je drugo mjesto na izborima s 41 zastupnikom. Treće mjesto na izborima osvojila je koalicija Domovinski pokret, s osvojenih 16 mjesta u Saboru.
HDZ je na ovim izborima ostvario najbolji rezultat (u postotku saborskih zastupnika), od izbora za sabor 1995.
Izbori su ponovljeni na dva biračka mjesta, u Stockholmu te u Raši (8. izborna jedinica).

### Ukupno
| Stranka                                                | Stranka                                              | Glasovi   | Glasovi | Glasovi | Mandati | Mandati | Mandati |
| Stranka                                                | Stranka                                              | Ukupno    | %       | +/−     | Ukupno  | +/−     |         |
| ------------------------------------------------------ | ---------------------------------------------------- | --------- | ------- | ------- | ------- | ------- | ------- |
|                                                        | Koalicija Hrvatske demokratske zajednica (HDZ)       | 621.008   | 37,26   | +1,0    | 66      | 5       |         |
|                                                        | Restart koalicija (RK)                               | 414.615   | 24,87   | −11,2   | 41      | ▼10     |         |
|                                                        | Koalicija Domovinskog pokreta Miroslava Škore (DPMŠ) | 181.492   | 10,89   | nova    | 16      | nova    |         |
|                                                        | Most nezavisnih lista (Most)                         | 123.194   | 7,39    | −2,5    | 8       | ▼ 5     |         |
|                                                        | Zeleno-lijeva (ZL)                                   | 116.480   | 6,99    | nova    | 7       | nova    |         |
|                                                        | IP, Pametno i Fokus (IP-P-F)                         | 66.399    | 3,98    | +1,9    | 3       | nova    |         |
|                                                        | Hrvatska narodna stranka – liberalni demokrati (HNS) | 21.725    | 1,30    | nova    | 1       | ▼ 3     |         |
|                                                        | Narodna stranka – Reformisti (NS-R)                  | 11.425    | 1,01    | nova    | 1       | nova    |         |
|                                                        | Dosta pljačke                                        | 30.722    | 1,84    | −4,4    | —       | ▼ 8     |         |
|                                                        | Nacionalne manjine                                   | —         | —       | —       | 8       | ±0      |         |
|                                                        | Ostali                                               | 79.847    | 4,47    | −5,0    | —       | ▼12     |         |
| Ukupno                                                 | Ukupno                                               | 1.666.907 | 100,00  |         | 151     |         |         |
| Važeći glasovi                                         | Važeći glasovi                                       | 1.666.907 | 97,68   | —       |         |         |         |
| Nevažeći glasovi                                       | Nevažeći glasovi                                     | 38.713    | 2,32    | —       |         |         |         |
| Izlaznost                                              | Izlaznost                                            | 1.705.620 | 46,90   | −5,69   |         |         |         |
| Broj birača                                            | Broj birača                                          | 3.677.904 | 100,00  | 100,00  |         |         |         |
| Izvor: Državno izborno povjerenstvo Republike Hrvatske |                                                      |           |         |         |         |         |         |

### Po političkim strankama
| Koalicija                  | Koalicija                                            | Stranka                                              | Mandati stranke | Mandati koalicije |
| -------------------------- | ---------------------------------------------------- | ---------------------------------------------------- | --------------- | ----------------- |
|                            | Koalicija HDZ-a                                      | HDZ                                                  | 62              | 66                |
| HDS                        | Koalicija HDZ-a                                      | 1                                                    |                 | 66                |
| HSLS                       | Koalicija HDZ-a                                      | 2                                                    |                 | 66                |
| Marijana Petir             | Koalicija HDZ-a                                      | 1                                                    |                 | 66                |
|                            | Restart koalicija (RK)                               | SDP                                                  | 33              | 41                |
| GLAS                       | Restart koalicija (RK)                               | 1                                                    |                 | 41                |
| HSU                        | Restart koalicija (RK)                               | 1                                                    |                 | 41                |
| HSS                        | Restart koalicija (RK)                               | 2                                                    |                 | 41                |
| Damir Bajs Nezavisna lista | Restart koalicija (RK)                               | 1                                                    |                 | 41                |
| IDS                        | Restart koalicija (RK)                               | 3                                                    |                 | 41                |
|                            | Koalicija Miroslava Škore                            | DPMŠ                                                 | 11              | 16                |
| Blok za Hrvatsku           | Koalicija Miroslava Škore                            | 1                                                    |                 | 16                |
| HS                         | Koalicija Miroslava Škore                            | 4                                                    |                 | 16                |
|                            | Koalicija Mosta                                      | Most                                                 | 6               | 8                 |
| Nino Raspudić              | Koalicija Mosta                                      | 1                                                    |                 | 8                 |
| Marija Selak Raspudić      | Koalicija Mosta                                      | 1                                                    |                 | 8                 |
|                            | Zeleno-lijeva koalicija (ZL)                         | Možemo!                                              | 4               | 7                 |
| Bojan Glavašević           | Zeleno-lijeva koalicija (ZL)                         | 1                                                    |                 | 7                 |
| Nova Ljevica               | Zeleno-lijeva koalicija (ZL)                         | 1                                                    |                 | 7                 |
| RF                         | Zeleno-lijeva koalicija (ZL)                         | 1                                                    |                 | 7                 |
|                            | Pametno, Fokus i IP                                  | Pametno                                              | 1               | 3                 |
| Fokus                      | Pametno, Fokus i IP                                  | 1                                                    |                 | 3                 |
| IP                         | Pametno, Fokus i IP                                  | 1                                                    |                 | 3                 |
|                            | Hrvatska narodna stranka – liberalni demokrati (HNS) | Hrvatska narodna stranka – liberalni demokrati (HNS) | 1               | 1                 |
|                            | Narodna stranka – Reformisti (NS-R)                  | Narodna stranka – Reformisti (NS-R)                  | 1               | 1                 |
|                            | Nacionalne manjine                                   | SDSS                                                 | 3               | 8                 |
| nezavisni                  | Nacionalne manjine                                   | 5                                                    |                 | 8                 |
| Ukupno                     | Ukupno                                               | Ukupno                                               | 151             | 151               |

Napomena: HDZ je osvojio 61 zastupnika, ali kako je nezavisni kandidat sa liste HDZ-a Zdravko Marić odmah zamrznuo mandat, tako je zamijenjen zastupnikom HDZ-a.

### Po izbornim jedinicama
| Jedinica                   | Glasovi   | Ukupno zastupnika | HDZ          | Restart      | DPMŠ         | Most        | Zeleno-lijeva | P-F        | HNS        | Reformisti | Ostali  |   |
| -------------------------- | --------- | ----------------- | ------------ | ------------ | ------------ | ----------- | ------------- | ---------- | ---------- | ---------- | ------- | - |
| I                          | 173.718   | 14                | 28,32 % (5)  | 22,27 % (3)  | 8,97 % (1)   | 8,13 % (1)  | 21,12 % (3)   | 6,34 % (1) | 0,19 % (0) | 0,17 % (0) | 4,49 %  |   |
| II                         | 169.252   | 14                | 34,29 % (6)  | 24,58 % (4)  | 13,50 % (2)  | 7,91 % (1)  | 5,54 % (1)    | 3,52 % (0) | 0,56 % (0) | —          | 10,10 % |   |
| III                        | 152.774   | 14                | 29,48 % (5)  | 37,67 % (6)  | 6,23 % (1)   | 2,77 % (0)  | 3,35 % (0)    | 3,69 % (0) | 5,78 % (1) | 5,46 % (1) | 5,57 %  |   |
| IV                         | 138.993   | 14                | 44,03 % (8)  | 20,48 % (3)  | 16,56 % (3)  | 4,82 % (0)  | 2,17 % (0)    | 2,13 % (0) | 4,62 % (0) | —          | 5,19 %  |   |
| V                          | 140.832   | 14                | 47,81 % (8)  | 19,22 % (3)  | 19,79 % (3)  | 5,78 % (0)  | 1,48 % (0)    | 1,63 % (0) | 0,40 % (0) | 0,38 % (0) | 3,51 %  |   |
| VI                         | 146.766   | 14                | 37,86 % (6)  | 24,23 % (4)  | 11,03 % (2)  | 6,99 % (1)  | 9,48 % (1)    | 3,69 % (0) | 0,53 % (0) | —          | 6,19 %  |   |
| VII                        | 190.471   | 14                | 35,91 % (6)  | 24,52 % (4)  | 9,49 % (1)   | 6,82 % (1)  | 10,47 % (1)   | 6,41 % (1) | 0,44 % (0) | 0,29 % (0) | 5,65 %  |   |
| VIII                       | 154.452   | 14                | 22,50 % (4)  | 44,53 % (8)  | 4,68 % (0)   | 5,82 % (1)  | 8,49 % (1)    | 3,62 % (0) | 0,46 % (0) | 0,24 % (0) | 9,66 %  |   |
| IX                         | 179.242   | 14                | 47,46 % (8)  | 17,19 % (3)  | 11,91 % (2)  | 10,05 % (1) | 2,44 % (0)    | 2,65 % (0) | 0,43 % (0) | 0,29 % (0) | 7,58 %  |   |
| X                          | 191.997   | 14                | 40,86 % (7)  | 20,46 % (3)  | 10,28 % (1)  | 12,05 % (2) | 4,29 % (0)    | 5,39 % (1) | 0,77 % (0) | 0,15 % (0) | 5,75 %  |   |
| Hrvatsko iseljeništvo (XI) | 28.410    | 3                 | 63,02 % (3)  | —            | —            | 11,05 % (0) | 1,82 % (0)    | 0,45 % (0) | —          | 0,35 % (0) | 23,31 % |   |
| Nacionalne manjine (XII)   |           | 8                 | —            | —            | —            | —           | —             | —          | —          | —          | —       | — |
| Ukupno                     | 1.666.907 | 151               | 37,26 % (66) | 24,87 % (41) | 10,89 % (16) | 7,39 % (8)  | 6,99 % (7)    | 3,98 % (3) | 1,30 % (1) | 1,01 % (1) | 6,31 %  |   |

## Izborni sustav
Izabire se 151 zastupnik za Hrvatski sabor iz 12 izbornih jedinica, od kojih 10 predstavljaju geografske izborne jedinice, jedna predstavlja dijasporu, a jedna za izbor zastupnika nacionalnih manjina.
U svakoj od 10 geografskih izbornih jedinica se bira po 14 zastupnika prema D'hontovom sustavu, u izbornoj jedinici za dijasporu 3 zastupnika, a manjine biraju 8 zastupnika.  

## Stranke i koalicije na izborima
Na izborima su se natjecale 192 lista s ukupno 2669 kandidata, od kojih snažniju biračku potporu prema anketama imaju sljedeće:
| Ime | Ime                            | Svjetonazor                                   | Politička pozicija    | Vođa             | Slogan                |
| --- | ------------------------------ | --------------------------------------------- | --------------------- | ---------------- | --------------------- |
|     | Hrvatska demokratska zajednica | Demokršćanstvo, liberalni konzervativizam     | Desni centar, centar  | Andrej Plenković | Sigurna Hrvatska!     |
|     | Restart koalicija              | Socijal-demokracija                           | Lijevi centar, centar | Davor Bernandić  | Izađi i promijeni!    |
|     | Domovinski pokret              | Konzervatizam, demokršćanstvo                 | Desnica               | Miroslav Škoro   | Zato što svoje volim! |
|     | Most nezavisnih lista          | Ekonomski liberalizam, Fiskalni konzervatizam | Desni centar          | Božo Petrov      | Hrvatska se budi!     |

## Ankete
|  | Grafovi su privremeno nedostupni zbog tehničkih poteškoća. |

| Izvor            | Datum             | Restart        | HDZ              | DPMŠ  | Most  | ŽZ    | Ostalo/Bez mišljenja | Vodi |      |       |      |
| ---------------- | ----------------- | -------------- | ---------------- | ----- | ----- | ----- | -------------------- | ---- | ---- | ----- | ---- |
| Izvor            | Datum             | Promocija plus | 27. lipnja 2020. | 29,4% | 28,5% | 10,9% | 4,7%                 | Vodi | 1,6% | 24,9% | 0,9% |
| IPSOS PULS       | 25. svibnja 2020. | 24,6%          | 26,7%            | 11,1% | 6,8%  | 3,3%  | 27,5%                | 2,1% |      |       |      |
| 2x1 komunikacije | 13. lipnja 2020.  | 45,7%          | 37,1%            | 10,7% | 5,7%  | 0,0%  | 0,7%                 | 8,6% |      |       |      |
| Prosjek          | Prosjek           | 33,2%          | 30,8%            | 10,9% | 5,7%  | 1,6%  | 17,7%                | 2,4% |      |       |      |

### Prve izlazne ankete
| Datum | Izvor | HDZ             | Restart           | DPMŠ | Most | Zeleno-lijeva | ŽZ | HNS | BM 365 | IDS | P-IP | NS–R  | NLMP | Vodi |   |       |    |
| ----- | ----- | --------------- | ----------------- | ---- | ---- | ------------- | -- | --- | ------ | --- | ---- | ----- | ---- | ---- | - | ----- | -- |
| Datum | Izvor | 5. srpnja 2020. | IPSOS 19:00 UTC+2 | 61   | 44   | 16            | 8  | 8   | -      | -   | -    | [ a ] | 3    | Vodi | - | [ b ] | 17 |

Bilješke
1. ↑  Restart koalicija
2. ↑  Restart koalicija

## Vanjske poveznice
- Službene stranice Državnog izbornog povjerenstva Republike Hrvatske